# HK Kuzbass
HK Kuzbass är en bandyklubb i Kemerovo i Ryssland. Klubben spelar i den östra serien i Rysslands högstadivision. 
Bandyklubben grundades 1948 under namnet Sjachtjar men år 1972 döptes klubben om till Kuzbass. Laget har spelat i den högsta ligan i Ryssland sedan säsongen 1955–56 (med undantag för säsongen 1985–86).
Kuzbass’ hemmaarena består av en utomhusarena med kapacitet på 30 000 åskådare och en inomhushall med en kapacitet på 5 000 åskådare.
Klubbfärger - orange-orange och svart Klubbmaskot - lodjur.

## 2012/2013
Kuzbass trupp säsongen 2012/2013:
- Tränare: Sergej Bolsjakov,  Ryssland

| Pos. | Nr | Spelare              | Nationalitet |
| ---- | -- | -------------------- | ------------ |
| MV   | 1  | Roman Geisel         | Ryssland     |
| MV   | 22 | Artem Starodid       | Ryssland     |
| MV   | 30 | Sergej Morozov       | Ryssland     |
| MV   | 33 | Andrew Krasavin      | Ryssland     |
| MV   | 44 | Jevgenij Voronkov    | Ryssland     |
| MV   | 55 | Aleksandr Dubrovskij | Ryssland     |
| F    | 2  | Denis Borisenko      | Ryssland     |
| F    | 3  | Semen Kozlov         | Ryssland     |
| F    | 5  | Denis Gorjatjev      | Ryssland     |
| F    | 13 | Robert Bondartjuk    | Ryssland     |
| F    | 15 | Maksim Semenov       | Ryssland     |
| F    | 18 | Sergej Dubinin       | Ryssland     |
| F    | 48 | Ilja Jermolov        | Ryssland     |
| F    | 51 | Paul Jakusjev        | Ryssland     |
| F    | 71 | Maksim Nikisjov      | Ryssland     |
| F    | 94 | Denis Suvorov        | Ryssland     |
| F    | 99 | Artijom Saveljev     | Ryssland     |
| MF   | 7  | Ruslan Tremaskin     | Ryssland     |
| MF   | 9  | Denis Igosjin        | Ryssland     |
| MF   | 11 | Aleks Kitjejev       | Ryssland     |
| MF   | 16 | Maksim Vasilenko     | Ryssland     |
| MF   | 19 | Oleg Zemtsov         | Ryssland     |
| MF   | 20 | Vitalij Kuzmin       | Ryssland     |
| MF   | 23 | Bogdan Pavenskij     | Ryssland     |
| MF   | 24 | Aleksandr Antipov    | Ryssland     |
| MF   | 25 | Denis Krijusjenko    | Ryssland     |
| MF   | 27 | Sergej Lichatjev     | Ryssland     |
| MF   | 28 | Aleks Basjarimov     | Ryssland     |
| MF   | 42 | Constantine Dobrelin | Ryssland     |
| MF   | 49 | Vitalij Litvinov     | Ryssland     |
| MF   | 52 | Vjacheslav Bijkov    | Ryssland     |
| MF   | 66 | Aleksej Kuzmin       | Ryssland     |
| MF   | 80 | Konstantin Zubarev   | Ryssland     |
| FW   | 4  | Aleks Nitjkov        | Ryssland     |
| FW   | 8  | Aleksandr Saveljev   | Ryssland     |
| FW   | 10 | Stanislav Mansurov   | Ryssland     |
| FW   | 14 | Vladislav Tarasov    | Ryssland     |
| FW   | 17 | Vadim Stasenko       | Ryssland     |
| FW   | 77 | Aleks Kitkov         | Ryssland     |